# امیلیو آراگون آلوارز
امیلیو آراگون آلوارز (اسپانیایی: Emilio Aragón Álvarez‎؛ زادهٔ ۱۶ آوریل ۱۹۵۹) یک کارگردان، آهنگساز، هنرپیشه، تهیه‌کننده و مجری اهل اسپانیا است. 